# Effretiker Glockenturm
Der Effretiker Glockenturm gehört zur reformierten Kirche in Effretikon und ist zugleich ein Aussichtsturm in der Gemeinde Illnau-Effretikon im Kanton Zürich.

## Entstehung
Den Architekturwettbewerb 1957 gewann der Zürcher Ernst Gisel. 1961 wurde der Bau fertig erstellt.

## Beschreibung
Der aus Beton gefertigte Turm ist 20 Meter hoch. Am Turm angebracht sind sowohl eine Tafel, die auf Christus als Eckstein der Kirche verweist und am Tumfuß ein Holzkreuz von 1972, welches von einer ökumenischen Priesterweihe stammt.
Vom Bahnhof Effrektion aus erreicht man das Kirchenzentrum in ca. fünf Minuten. 46 Treppenstufen führen zu der zehn Meter hohen Aussichtsplattform, welche einen Überblick über die Stadt Effretikon bietet. 
Im offenen Kirchturm sind fünf Glocken der Giesserei H. Rüetschi AG Aarau von 1960 untergebracht. 
| Glocke | Name           | Masse   | Schlagton | Inschrift                   |
| ------ | -------------- | ------- | --------- | --------------------------- |
| 1      | Christusglocke | 3350 kg | B0        | ut omnes unum sint          |
| 2      | Matthäusglocke |         | d1        | Selig sind die Barmherzigen |
| 3      | Markusglocke   |         | f1        | Steh auf, er ruft dich!     |
| 4      | Lukasglocke    |         | g1        | Gott, sei mir Sünder gnädig |
| 5      | Johannesglocke |         | b1        | Bleibet in meiner Liebe!    |

Anmerkungen
1. ↑  Dass sie alle eins seien (Joh 17,21 EU)

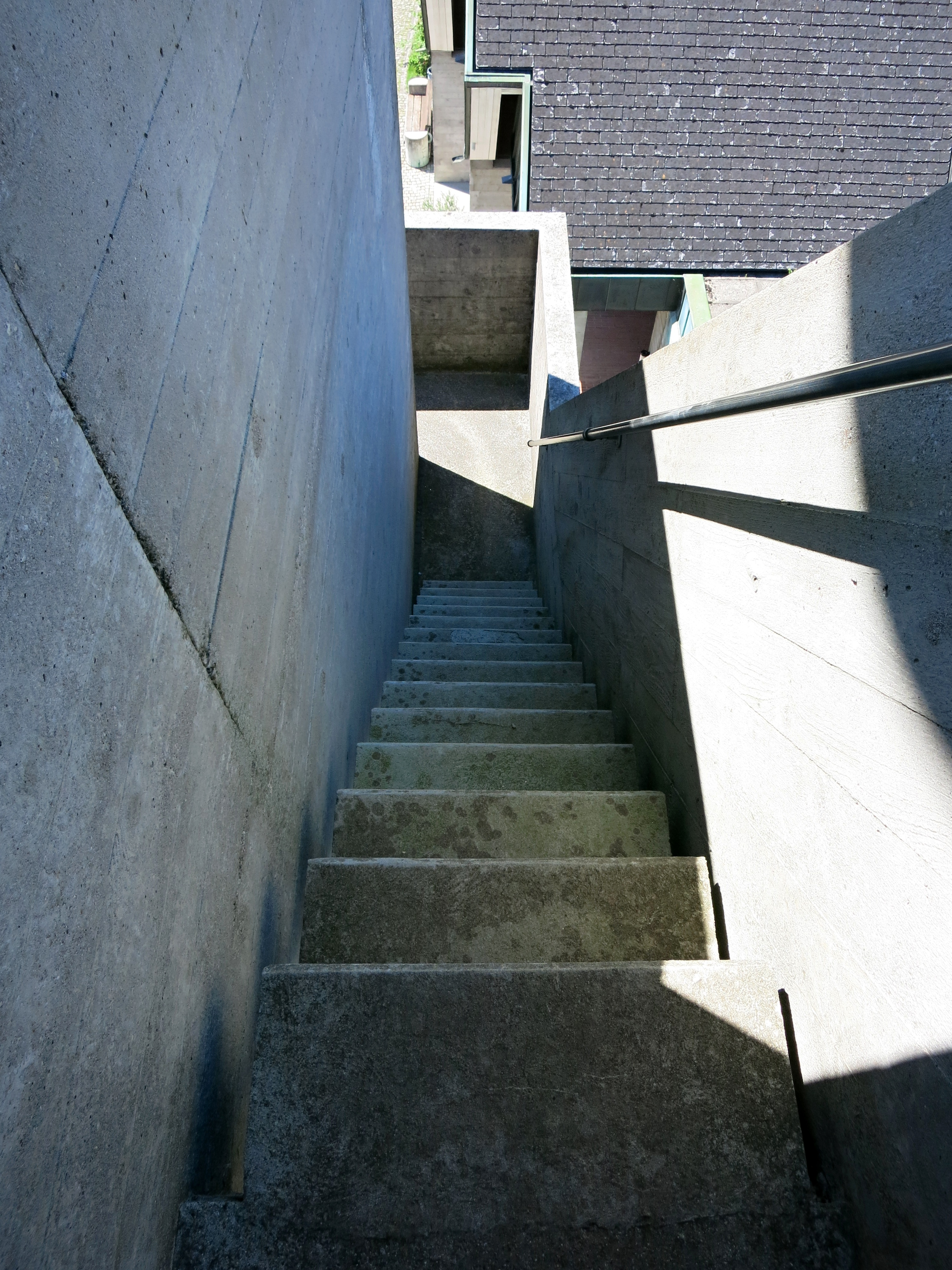
Treppen
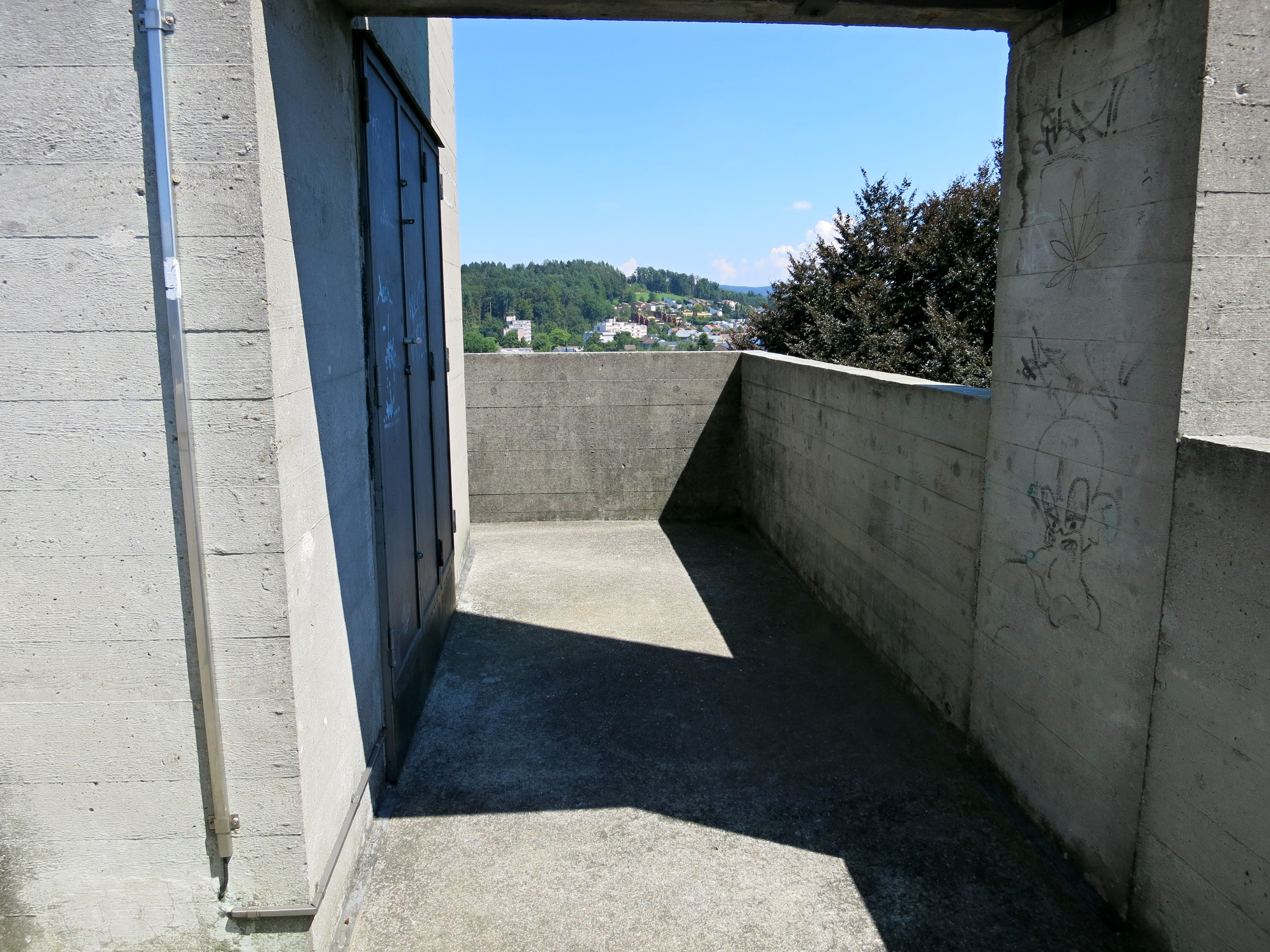
Aussichtsplattform
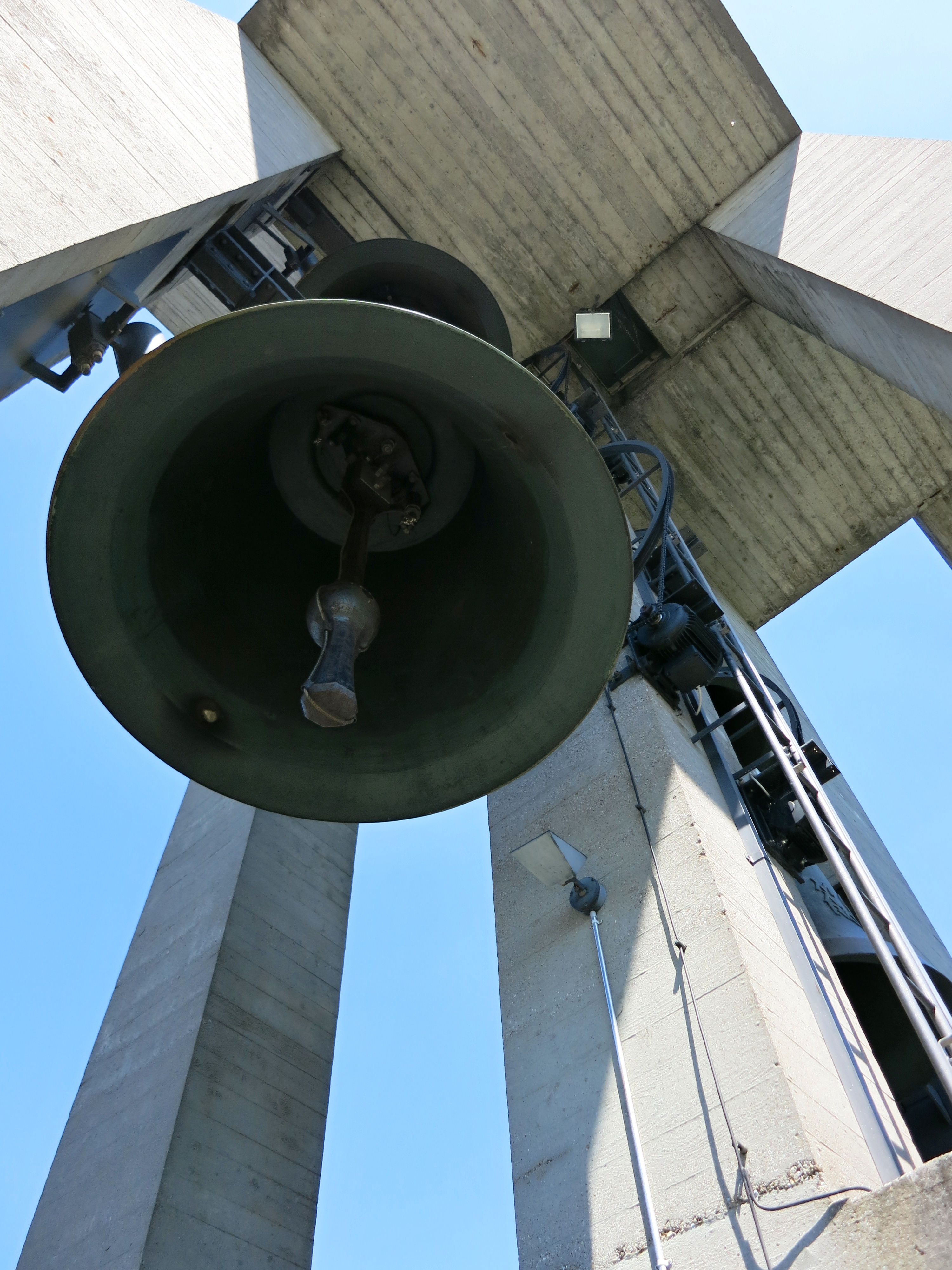
Glocken über der Aussichtsplattform